# 井上逸兵
井上 逸兵（いのうえ いっぺい、1961年9月10日 - ）は、日本の言語学者。慶應義塾大学文学部教授。言語学コミュニケーター。言語学系YouTuber。エッセイスト。専門は、社会言語学・英語学。博士（文学）。元慶應義塾中等部部長（校長）。

## 来歴
石川県金沢市出身。1985年慶應義塾大学法学部政治学科卒業。1987年慶應義塾大学文学部卒業。1989年慶應義塾大学大学院文学研究科修士課程修了。
1989年富山大学講師、助教授。1994年信州大学人文学部助教授、2002年慶應義塾大学法学部助教授、教授を経て、現在は慶應大学文学部教授。慶應義塾大学文学部教授として活動する傍ら2018年から2024年まで慶應義塾中等部長（校長）を兼務。
相互行為の社会言語学、談話分析、社会語用論などの観点から、英語と世界、英語と日本、テクノロジーと英語をテーマに研究している。
日本英語学会評議員。地球ことば村・世界言語博物館理事長。慶應言語教育研究フォーラム主宰。
社会言語科学会研究大会委員長、社会言語科学会事業委員長、日本語用論学会運営委員、日本認知言語学会理事を歴任。

## 人物
慶應義塾大学文学部教授としての研究活動、学生や若手研究者の指導のみならず、現在は言語学コミュニケーター、言語学系YouTuberとして、幅広い分野の人々と交流し、言語学と社会・言語学と世界・言語学と人々をつなぐ活動を行っている。
慶應義塾大学文学部教授の堀田隆一とともにYouTubeチャンネル「いのほた言語学チャンネル」を運営（元のチャンネル名は「井上逸兵・堀田隆一英語学言語学チャンネル」であったが、2024年1月24日のライブ配信より改名）。
英語、言語に関する著書のほか、エッセイ、コラムも多数執筆。
担当するゼミの卒業生には日本テレビアナウンサーの水卜麻美がいる。
慶應義塾体育会水泳部部長を長年務めている。水泳部OBにはフジテレビアナウンサーの榎並大二郎・内野泰輔、ロンドンオリンピック競泳男子200m平泳ぎ銅メダリストの立石諒がいる。

## 著書

### 単著
- 『伝わるしくみと異文化間コミュニケーション』（南雲堂、1999年）
- 『ことばの生態系－コミュニケーションは何でできているか－』（慶應義塾大学出版会、2005年）
- 『サバイバルイングリッシュ』（幻冬舎エデュケーション　2011年）
- 『バカに見えるビジネス語』（青春新書インテリジェンス、2013年）
- 『グローバルコミュニケーションのための英語学概論』（慶應義塾大学出版会、2015年）
- 『パラグラフは英語プレゼンの基本 ―世界でいちばんシンプルなアカデミックライティング教本―』[英文作成: Ash Spreadbury]（同学社、2017年）
- 『おもてなしの基礎英語 １語からのかんたんフレーズ100 上』NHK CD BOOK（NHK出版、2019）
- 『おもてなしの基礎英語 １語からのかんたんフレーズ100 下』NHK CD BOOK（NHK出版、2019）
- 『おもてなしの基礎英語 全フレーズ集』NHK CD BOOK（NHK出版、2020）
- 『英語の思考法 話すための文法・文化レッスン』（ちくま新書、2021年） ISBN 978-4480074102
- 『もっともシンプルな英語ライティング講義』（慶應義塾大学出版会、2022）

### 編著
- 『社会言語学（朝倉日英対照言語学シリーズ 発展編１）』（朝倉書店、2017年）

### 共著・分担執筆
- 『英語学文献解題・言語学Ⅱ』（唐須教光編、研究社、2000年）
- 『入門語用論研究』（小泉保編、研究社、2001年）
- 『認知言語学のキーワード事典』（辻幸夫編、研究社）2002年
- 『応用言語学事典』（小池生夫編集主幹・井出祥子、河野守夫、鈴木博、田中春美、田辺洋二、水谷修（編）、研究社、2003年）
- 『新編　認知言語学のキーワード事典』（辻幸夫編、研究社、2003年）
- 『開放系言語学への招待―文化・認知・コミュニケーション―』（慶應義塾大学出版会、2008年）
- "Advances in Discourse Approaches"　(edited by Marta Dynel, Cambridge Scholars Publishing, 2009）
- 『ことばの意味と使用―日英語のダイナミズム―』（澤田治美・高見健一編、鳳書房、2010年）
- 『くらべてわかる英文法』（畠山雄二編、くろしお出版、2012年）
- 『酒運び(サケハコビ)─情報と文化をむすぶ交流の酒- 』（ほろよいブックス、社会評論社、2013年）
- 『Writing Seeker―文法からパラグラフライティングへ』（金星堂、2015年）［共著者：飯島あす香］
- 『最新英語学・言語学用語辞典』社会言語学分野執筆担当（中野弘三・服部義弘・小野隆啓・西原哲雄 共同監修、開拓社、2015年）
- 『三田文学 No.130（2017年夏季号）』随筆「スマホの中の人類」（慶應義塾大学出版会、2017年）

### 監修
- 『よく見るのに読めない漢字』（幻冬舎エデュケーション、2011年）
- 『おもてなしの基礎英語 早苗のゲストハウス開業編』NHKテレビDVD BOOK（主婦の友社、2019）
- 『おもてなしの基礎英語 早苗の奮闘編』NHKテレビDVD BOOK（主婦の友社、2019）
- 『おもてなしの基礎英語 ニッポン追いかけっこ 旅の始まり編』NHKテレビDVD BOOK（主婦の友社、2020）

### 対談・鼎談
- 『行動する文学部』第一章「伝えるしごと・ことばのしごと」水卜麻美との対談（慶應義塾大学出版会、2016年）
- 『三田評論』2018年1月号「＜三人閑談＞ 少数言語を旅する」佐藤歩武、藤田護との鼎談（慶應義塾大学出版会、2018年）

### 翻訳（単訳）
- ペーテル・ヤーデンフォシュ『ヒトはいかにして知恵者（サピエンス）となったのか―思考の進化論』（研究社、2005）（原典：Peter Gärdenfors, 2003. How Homo became Sapiens: On the Evolution of Thinking. Cambridge University Press）

### 翻訳（共訳）
- ジョン・ガンパーズ『認知と相互行為の社会言語学－ディスコース・ストラテジー－』（松柏社、2004年）［共訳者：出原健一・花崎美紀・荒木瑞夫・多々良直弘］（原典：John J. Gumperz. 1982.　Discourse Strategies.　Cambridge University Press.）
- ヤムナ・カチュルー 、ラリー・E・スミス『世界の英語と社会言語学―多様な英語でコミュニケーションする 』（慶應義塾大学出版会、2013年）［共訳者：多々良直弘、谷みゆき、八木橋宏勇、北村一真］

### 翻訳（共監訳）
- レイモンド・W. ギブズ Jr. 『比喩と認知―心とことばの認知科学』（研究社、2008年）［共監訳者：辻幸夫、訳者：小野滋、出原健一、八木健太郎］（原著：Raymond W. Gibbs. 1994. The poetics of mind: figurative thought, language, and understanding. Cambridge University Press.）

## 雑誌
- 月刊ニュータイプ(Newtype)　連載「井上逸兵のしましまにしまっしま!」（角川書店、1999年1月号～2000年3月号）
- PRESIDENT NEXT vol.13 「はじまりの学者インタビュー」 （プレジデント社 2016年3月15日号）
- PRESIDENT NEXT vol.17 「あなたが英語を話せない言語学的な理由」（副島淳との対談）、「連続マンガドラマ　酒場の教養「ふじ」第２話」、「慶應義塾大学教授が教えるシチュエーション別「3語フレーズ」のお手本155」（プレジデント社 2016年7月15日号）
- PRESIDENT 2016.10.31号 「うっかり使うと赤っ恥「バカに見えるカタカナ語」図鑑」（プレジデント社、2016年）

## テレビ

### 過去の出演番組
- ニュースで英会話（NHK教育テレビジョン、2017年2月 - 2018年3月）- 講師[3]
- 林先生が驚く初耳学!（TBS）- VTR出演（2017年9月24日、2017年11月5日放送分）
- おもてなしの基礎英語（NHK教育テレビジョン、2018年4月 - 2020年3月）- 講師

## ラジオ

### 過去の出演番組
- InterFM BARAKAN MORNING（DJ：ピーター・バラカン）"Talking About Language"のコーナー（2010年6月3日〜2012年3月28日）
- InterFM CATCH UP!（DJ:柳井麻希）"CATCH UP!@COLUMN　Talking about language"のコーナー（2012年6月27日〜2013年3月27日）[4]
- InterFM BARAKAN MORNING（DJ：ピーター・バラカン/稲葉智美）"Talking About Language"（水曜日）のコーナー（2014年4月2日〜2014年9月24日）[5]